# Virbalis
Virbalis (în poloneză Wierzbołów, idiș ווירבאלן Virbalen ) este un oraș din  districtul municipal Vilkaviškis, Lituania. Se află 12 kilometri (7,5 mi) vest de Vilkaviškis și la 2 km de gara Kybartai de pe linia Kaunas - Kaliningrad.

## Istorie
Ca rezultat al Congresului de la Viena, care a avut loc după încheierea războiului cu Franța napoleoniană, Ducatul de la Varșovia a fost desființat, iar din 1815 Virbalis a fost încorporat în Imperiul Rus.
Între jumătatea lunii iulie și toamna anului 1941, o grupă Einsatzgruppe a trupelor germane SS ajutată de poliția lituaniană locală auxiliară de la Virbalis și Vilkaviškis a ucis 670-700 evrei din Virbalis și din apropierea orașului Kybartai în mai multe execuții în masă. La locul masacrului a fost construit un memorial. 